# Crescentia amazonica
Crescentia amazonica é um arbusto da família Bignoniaceae nativa do bioma Amazônia nos países Colômbia, Peru, Venezuela e Brasil no estado de Amazonas em vegetações do tipo área antrópica e Floresta Ombrófila.